# Soldier of Love (canção)
Soldier of Love é um single da banda britânica Sade. Foi lançado em 2009 pelo selo Sony Music. Alcançou o topo em vários charts R&B nos Estados Unidos e no mundo.

## Críticas
A revista Entertainment Weekly incluiu “Soldier of Love” em sua lista de singles imprescindíveis - “Must List” – e deu ao álbum a nota “A”. A revista Rolling Stone escreveu: “é excelente, sem tirar nem por” e o jornal The Boston Globe chama o single de “rico e gratificante.” A Associated Press aclamou a canção, dizendo “como um amante do passado, mas não esquecido, Sade voltou para roubar os nossos corações com mais músicas bonitas e impossíveis de serem classificadas.

## Prêmios
A faixa ganhou o Grammy de Melhor Performance de R & B por um Duo ou Grupo com Vocais no 53 Grammy Awards em 2011.

## Desempenho nas paradas musicais
| Parada (2010)                  | Melhor posição |
| ------------------------------ | -------------- |
| Urban Hot AC                   | 1              |
| Smooth Jazz                    | 1              |
| Billboard Adult R&B            | 1              |
| Billboard Adult R&B            | 1              |
| Belgium (Ultratop 50 Flanders) | 47             |
| Canada (Canadian Hot 100)      | 84             |
| US Billboard Hot 100           | 52             |
| Sweden (Sverigetopplistan)     | 23             |